# Ченгерли
Ченгерли (на турски: Çengerli) е село в Източна Тракия, Турция, вилает Лозенград.

## География
Селото се намира на 16 км източно от Бабаески.

## История
В XIX век Ченгерли е малко село в Бабаескийската кааза на Одринския вилает на Османската империя. Според „Етнография на вилаетите Адрианопол, Монастир и Салоника“, издадена в Константинопол в 1878 година и отразяваща статистиката на населението от 1873, Ченгерли (Tchengerly) е село с 18 домакинства и 58 жители мюсюлмани.